# Pentzia nana
Pentzia nana là một loài thực vật có hoa trong họ Cúc. Loài này được Burch. mô tả khoa học đầu tiên.